# Jomaine Consbruch
Jomaine Ellay Consbruch (* 26. Januar 2002 in Bielefeld) ist ein deutscher Fußballspieler. Der defensive Mittelfeldspieler steht bei der SpVgg Greuther Fürth unter Vertrag.

## Leben
Consbruch kam 2002 im ostwestfälischen Bielefeld zur Welt, wo er auch aufwuchs. Er besuchte von der fünften bis zur zehnten Klasse die Luisenschule. 2018 wechselte er dann in die Oberstufe des Helmholtz-Gymnasiums in Bielefeld.

## Karriere

### Verein
Von 2006 bis 2009 sowie von 2011 bis 2012 war Consbruch Spieler beim Bielefelder Stadtteilverein SV Ubbedissen. Von 2009 bis 2011 spielte er bereits bei Arminia Bielefeld. Im Jahr 2012 wechselte Consbruch dann erneut zu Arminia Bielefeld. Dort durchlief er fast alle Nachwuchsabteilungen, spielte in der B-Junioren-Bundesliga und stand mit der U-17-Mannschaft des DSC in der Saison 2018/19 im Finale des B-Junioren-Westfalenpokals, welches sie gewonnen haben.
Zur Saison 2019/20 rückte Consbruch von der U17 in den Profikader auf. Daneben gehört er als Spieler des jungen Jahrgangs dem Kader der A-Jugend (U19) an. Am 29. Juli 2019 debütierte Consbruch unter Cheftrainer Uwe Neuhaus im Alter von 17 Jahren in der 2. Bundesliga, als er bei einem 1:1-Unentschieden gegen den FC St. Pauli in der Schlussphase eingewechselt wurde. Der bis Juni 2020 gültige Vertrag des Mittelfeldspielers wurde noch vor der Winterpause um drei weitere Jahre verlängert. Neben einem Zweitligaeinsatz spielte Consbruch 17-mal in der A-Junioren-Bundesliga und erzielte 4 Tore. Mit der Profimannschaft stieg er als Meister in die Bundesliga auf.
Consbruch wurde zur Saison 2021/22 an den Drittligisten Eintracht Braunschweig ausgeliehen. Dort avancierte er zum Stammspieler – 18 Startelfeinsätze in 25 Drittligaspielen – und wurde dabei anfänglich als zentraler, später als rechter Mittelfeldspieler eingesetzt. Wegen eines Schlüsselbeinbruches verpasste Consbruch das Saisonende. Am Ende dieser Spielzeit stieg Eintracht Braunschweig in die 2. Bundesliga auf.
In der Folge folgte die Rückkehr zu Arminia Bielefeld, die zuvor in die 2. Bundesliga abgestiegen waren. Bis Oktober noch ohne Einsatz, erkämpfte sich Consbruch einen Platz im Mittelfeld der Mannschaft und spielte mit seinem Verein gegen den Abstieg in die 3. Liga. Obwohl die Ostwestfalen zweimal den Trainer wechselten – in dieser Saison wurde Arminia Bielefeld von Uli Forte, Daniel Scherning und von Uwe Koschinat betreut –, mussten sie mit dem 16. Platz in die Relegationsspiele gegen den Drittligisten SV Wehen Wiesbaden; nach einer 0:4-Niederlage im Hinspiel in Wiesbaden sowie einem 1:2 im Rückspiel in Bielefeld stieg der DSC schließlich in die 3. Liga ab.
Im Sommer 2023 wechselte er nach dem Abstieg seiner Mannschaft zur SpVgg Greuther Fürth und blieb somit der 2. Liga erhalten.

### Nationalmannschaft
Consbruch spielte bereits für diverse Juniorenmannschaften des DFB. Für die U17 spielte er bei der U17-EM-Qualifikation im Jahr 2019. Seit November 2022 kommt er für die deutsche U20-Nationalmannschaft zum Einsatz.

## Erfolge

### Arminia Bielefeld
- Meister der 2. Bundesliga: 2019/20
- Aufstieg in die 1. Bundesliga: 2020

### Eintracht Braunschweig
- Aufstieg in die 2. Bundesliga: 2022